# 벚꽃로 (정읍시)
벚꽃로(Beotkkot-ro)는 전북특별자치도 정읍시 농소동 도매시장삼거리에서 정읍시 내장상동 내장사거리회전 교차로를 잇는 도로이다.

## 주요 경유지
전북특별자치도
- 정읍시 (농소동 . 연지동 . 시기동 . 내장상동)

## 노선
| 이름                              | 접속 노선                     | 소재지 | 소재지   | 비고                 |
| --------------------------------- | ----------------------------- | ------ | -------- | -------------------- |
| 도매시장삼거리                    | 황토현로 수성2로              | 정읍시 | 농소동   | 지방도 제705호선구간 |
| (이름없음)                        | 충정로                        | 정읍시 | 농소동   | 지방도 제705호선구간 |
| 정읍 나들목 사거리                | 25호선 호남고속도로 천변로    | 정읍시 | 연지동   |                      |
| 연지교사거리                      | 서부산업도로                  | 정읍시 | 연지동   |                      |
| 샘고을시장 교차로 (구시장 교차로) | 초산로                        | 정읍시 | 시기동   |                      |
| 초산교 교차로                     | 관통로                        | 정읍시 | 시기동   |                      |
| (이름없음)                        | 정읍남로 상동로               | 정읍시 | 시기동   |                      |
| (이름없음)                        | 지방도 제708호선 (상동중앙로) | 정읍시 | 내장상동 |                      |
| 내장사거리(회전)                  | 충정로 금붕1길                | 정읍시 | 내장상동 |                      |
| 내장산로와 직결                   |                               |        |          |                      |

## 주요 건물및 시설
- 한국농어촌공사 정읍지사 (벚꽃로 24/농소동 48-73)
- 알뜰 에이스주유소 (벚꽃로 70/농소동 189-23)
- 롯데마트 정읍점 (벚꽃로 85/농소동 446-1)
- 롯데하이마트 정읍롯데마트점 (벚꽃로 85/농소동 446-1)
- 타이어뱅크 정읍점 (벚꽃로 94/농소동 225-30)
- 대한여객 차고지 (벚꽃로 122/농소동 230-23)
- SK에너지 정읍톨게이트주유소 (벚꽃로 144/농소동 472-1)
- SK에너지 행복충전 정주가스충전소 (벚꽃로 167/연지동 533)
- 시기동 행정복지센터 (벚꽃로 323/시기동 201-1)